# 利翁代
利翁代（Liwonde）是非洲東南部國家馬拉維的城鎮，由南部區的馬欽加縣負責管轄，位於希雷河畔，毗鄰利翁代國家公園，海拔高度560米，2008年人口29,489，是全國第九大城市。
15°04′S 35°14′E / 15.067°S 35.233°E